# Brett Berard
Brett Berard, född 9 september 2002, är en amerikansk professionell ishockeyforward som är kontrakterad till New York Rangers i National Hockey League (NHL) och spelar för Hartford Wolf Pack i American Hockey League (AHL).
Han har tidigare spelat för Providence Friars i National Collegiate Athletic Association (NCAA) och Team USA i United States Hockey League (USHL).
Berard draftades av New York Rangers i femte rundan i 2020 års draft som 134:e spelare totalt.

## Statistik
| 2017–2018   | Cape Cod Whalers       |             | 8  | 1  | 3  | 4  | —  | —  | — | — | — | — |
| 2018–2019   | Team USA               | USHL        | 27 | 5  | 7  | 12 | 12 | 2  | 0 | 0 | 0 | 2 |
|             | U.S. National U17 Team |             | 51 | 6  | 14 | 20 | 34 | —  | — | — | — | — |
| 2019–2020   | Team USA               | USHL        | 13 | 7  | 11 | 18 | 18 | —  | — | — | — | — |
|             | U.S. National U18 Team |             | 41 | 16 | 18 | 34 | 46 | —  | — | — | — | — |
| 2020–2021   | Providence Friars      | NCAA        | 19 | 5  | 5  | 10 | 16 | —  | — | — | — | — |
| 2021–2022   | Providence Friars      | NCAA        | 36 | 18 | 20 | 38 | 37 | —  | — | — | — | — |
| 2022–2023   | Providence Friars      | NCAA        | 36 | 10 | 14 | 24 | 35 | —  | — | — | — | — |
|             | Hartford Wolf Pack     | AHL         | 3  | 0  | 0  | 0  | 0  | —  | — | — | — | — |
| 2023–2024   | Hartford Wolf Pack     | AHL         | 71 | 25 | 23 | 48 | 62 | 10 | 1 | 5 | 6 | 6 |
| 2024–2025   | New York Rangers       | NHL         | 1  | 0  | 1  | 1  | 0  | —  | — | — | — | — |
|             | Hartford Wolf Pack     | AHL         | 16 | 7  | 6  | 13 | 18 | —  | — | — | — | — |
| NHL totalt  | NHL totalt             | NHL totalt  | 1  | 0  | 1  | 1  | 0  | —  | — | — | — | — |
| AHL totalt  | AHL totalt             | AHL totalt  | 90 | 32 | 29 | 61 | 80 | 10 | 1 | 5 | 6 | 6 |
| NCAA totalt | NCAA totalt            | NCAA totalt | 91 | 33 | 39 | 72 | 88 | —  | — | — | — | — |
| USHL totalt | USHL totalt            | USHL totalt | 40 | 12 | 18 | 30 | 30 | 2  | 0 | 0 | 0 | 2 |

### Internationellt
| Källa: Uppdaterad: 2024-11-26 | Källa: Uppdaterad: 2024-11-26 | Källa: Uppdaterad: 2024-11-26 |         | Utv = Utvisningsminuter | Utv = Utvisningsminuter | Utv = Utvisningsminuter | Utv = Utvisningsminuter | Utv = Utvisningsminuter |
| År                            | Lag                           | Mästerskap                    | Matcher | Mål                     | Assists                 | Poäng                   | Utv                     |                         |
| ----------------------------- | ----------------------------- | ----------------------------- | ------- | ----------------------- | ----------------------- | ----------------------- | ----------------------- | ----------------------- |
| 2021                          | USA                           | JVM                           | 7       | 1                       | 4                       | 5                       | 0                       |                         |
| 2022                          | USA                           | JVM                           | 5       | 1                       | 0                       | 1                       | 29                      |                         |
| Junior totalt                 | Junior totalt                 | Junior totalt                 | 12      | 2                       | 4                       | 6                       | 29                      |                         |